# Stazione di Iseo (1885)
La stazione di Iseo fu la stazione ferroviaria capolinea della Brescia-Iseo, posta a servizio dell'omonimo comune. Fu in funzione dal 1885 al 1907, quando fu sostituita dall'attuale.

## Storia
L'impianto fu inaugurato il 21 giugno 1885 e aperto al servizio pubblico il giorno seguente, assieme alla ferrovia proveniente da Brescia e passante da Monterotondo di Passirano.
Lo scalo era di testa, in una posizione che non avrebbe consentito alcun proseguimento verso la Val Camonica. Quando la Società Nazionale Ferrovie e Tramvie (SNFT) iniziò la costruzione della ferrovia Iseo-Edolo, decise di far partire la nuova linea da un'altra stazione che entrò in funzione l'8 luglio 1907 assieme al tratto fino a Pisogne.
L'originario impianto rimase capolinea per il servizio ferroviario proveniente da Brescia e gestito dalle Ferrovie dello Stato (FS) fino al 13 agosto, quando fu attivato un servizio unico Brescia-Pisogne sempre gestito dalle FS, ma per conto della SNFT. A partire dal 1º novembre, il servizio fu svolto direttamente dalla SNFT.
Il 1º novembre 1922, l'imbarcadero, che proseguiva dalla stazione verso il porto Gabriele Rosa, fu spostato più a sud rispetto al deposito locomotive SNFT.

## Strutture ed impianti
Il fabbricato viaggiatori è una costruzione in muratura a pianta rettangolare.
Il piazzale era composto da tre binari, uno dei quali proseguiva al centro dell'attuale via Repubblica per giungere al primo imbarcadero.
La vicina torre dell'acqua è stata impiegata anche successivamente alla chiusura della stazione per provvedere all'alimentazione della colonna idraulica del nuovo impianto.
In direzione di Brescia era presente la rimessa locomotive dotata di due binari e di fossa per le ricognizioni.